# Apterepilissus ovalis
Apterepilissus ovalis là một loài bọ cánh cứng trong họ Bọ hung (Scarabaeidae).